# جواو دي لوريرو
جواو دي لوريرو (1710-1791) (بالإنجليزية: João de Loureiro)‏ هو عالم نبات برتغالي.

## السيرة الذاتية
بعد حصوله على القبول في الرهبنة اليسوعية، خدم جواو دي لوريرو كمبشر في غوا، عاصمة الهند البرتغالية (3 سنوات) وماكاو (4 سنوات). في عام 1742 سافر إلى أنج ترونج (المعروفة لدى الأوروبيين باسم كوتشينشينا)، وبقي هناك لمدة 35 عامًا. هنا عمل كعالم رياضيات وعالم طبيعة لملك أنج ترونج، واكتسب المعرفة حول خصائص واستخدامات النباتات الطبية المحلية. في عام 1777، سافر إلى كانتون في البنغال، وعاد إلى لشبونة بعد أربع سنوات. خلال هذه الفترة، أعطى الكابتن توماس ريدل لوريرو كتب نظام الطبيعة وGenera Plantarum وPhilosophia Botanica لكارولوس لينيوس، والتي أثرت بشكل كبير على عالم النبات البرتغالي.
بقي جواو دي لوريرو في فيتنام أربعين عامًا يقوم بجرد العلاجات العشبية المحلية. تحتوي حديقته المحلية على 1000 نوع عشبي فريد، مما يجعلها واحدة من أعظم جامعي النباتات في القرن الثامن عشر.
نشر جواو دي لوريرو كتاب فلورا كوشينشينينسيس 1790، برعاية الأكاديمية الملكية البرتغالية للعلوم. لدى جواو دي لورييرو العديد من الأنواع المخصصة له بلقب «loureiroi»، ومعظمها من النباتات ولكن أيضًا ديناصور Draconyx loureiroi تكريمًا لكونه أول عالم حفريات برتغالي.
جادل عالم التصنيف إلمر درو ميريل لاحقًا بأن عمل لوريرو يحتوي على العديد من الأخطاء الناجمة عن سوء فهم نظام لينيوس.

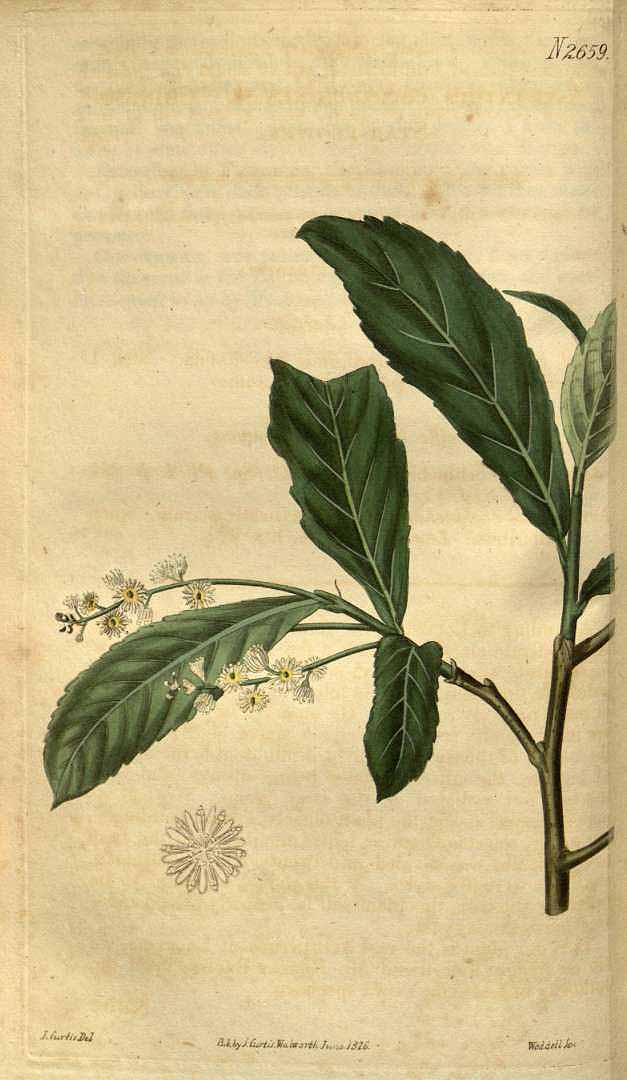
Homalium cochinchinensis (Lour.) Druce، وصفه لوريرو لأول مرة باسم Astranthus cochinchinensis Lour.

## نباتات وصفها جواو دي لوريرو
- أغلايا
- أغلايا ذات رائحة
- أملج أحمر
- بن زنجباري
- بن عنقودي
- تين أذيني
- ديسقوريا مغذية
- عبقة أريجية
- غاردينيا صفراء
- قرع الحية الشعري
- ليريوبية سنبلية
- نابنط بديع